# Visma
Visma är en IT-koncern som levererar programvara, outsourcingtjänster, inköpslösningar, betalningstjänster, butiksdatalösningar samt IT-relaterad utvecklings- och konsultverksamhet. Visma har 240 000 kunder i norra Europa. Koncernen har 12 500 anställda och hade 2020 en omsättning på 18 675 miljoner norska kronor.
Visma skapades 1996 i Norge, när företagen Multisoft, SpecTec och Dovre Informasjonssystemer gick samman. I dag samlas koncernens verksamhet i flera verksamhetsområden: Spiris, Visma BPO Accounting and Payroll, Visma Software, Visma Advantage, Visma Commerce Solutions, Visma Retail och Visma Projects and Consulting. Det mest kända Vismabolaget i Sverige är Spiris (som före 2025 hette Visma Spcs) som utvecklar och säljer bokföringsprogram och tjänster för småföretag, redovisningsbyråer och skolor.
Huvudkontoret ligger på Skøyen i Oslo, och Visma har sammanlagt 100 kontor i Norge, Sverige, Danmark, Finland, Nederländerna, England, Irland, Rumänien och Lettland. Dessutom har Visma 1 100 återförsäljare i Norden och distribution genom partners i flera europeiska länder.
Hösten 2010 köpte den amerikanska investeringsfonden Kohlberg Kravis Roberts (KKR) majoriteten av aktierna i Visma från brittiska HgCapital.

## Sponsring

### Cykel
År 2018 skrev Visma ett femårigt sponsoravtal med det nederländska professionella cykellaget Team LottoNL-Jumbo, som är ett av lagen som ingår i UCI World Tour. Efter att det nederländska lotteriet avslutat sitt sponsoravtal så kommer Visma vara en av lagets två namnsponsorer. Laget inledde cykelsäsongen 2019 under det nya namnet Team Jumbo-Visma. Efter fem säsonger drog sig Jumbo ur samarbetet och slutade att sponsra laget. Från tävlingssäsongen 2024 och framåt heter cykellaget Visma-Lease a Bike. 

### Längdskidor
Visma sponsrade den internationella långloppscupen i längdskidåkning mellan 2015 och 2022, med namnet Visma Ski Classics, där där stora lopp som Vasaloppet, Marcialonga och Jizerska padesatka ingår.  Från 2023 och framåt heter långloppscupen endast Ski Classics.